# Les Héros d'Higglyville
Les Héros d'Higglyville (Higglytown Heroes) est une série télévisée d'animation américaine en 65 épisodes de 22 minutes diffusée du 13 septembre 2004 au 7 janvier 2008 sur Playhouse Disney.
En France, elle a été diffusée sur Playhouse Disney et au Québec à partir de l'automne 2010 sur la Télévision de Radio-Canada.

## Synopsis
Les Héros d'Higglyville se basent sur l'histoire de plusieurs personnages. Les épisodes de la série sont éducatifs car ils se basent sur ce que les adultes font de leurs carrières expliqué de façon facile et simple pour les enfants.

## Distribution

### Voix originales
- Taylor Masamitsu : Eubie
- Frankie Ryan Manriquez : Wayne
- Liliana Mumy : Twinkle
- Rory Thost : Kip
- Edie McClurg : Fran
- Dee Bradley Baker : le pizzaïolo
- Jamie-Lynn Sigler : Mme Fern

#### Invités
- Cyndi Lauper : Opératrice
- Mo Collins
- Debra Wilson
- Michael T. Weiss
- Stephnie Weir

### Voix françaises
- Yann Le Madic : Eubie
- Natacha Gerritsen : Wayne
- Caroline Combes : Twinkle
- Brigitte Lecordier : Kip
- Evelyne Grandjean : Fran
- Fily Keita : chœurs
- Philippe Sollier : Mr Pizza
- Version française
  - Studio de doublage : Dubbing Brothers
  - Direction artistique : Magali Barney (dialogues), Claude Lombard (chansons)

## Épisodes
1. En haut de l'arbre / Des nouvelles de grand-père
2. La Dent de Twinkle / Le Langage des fleurs
3. Vêtements d'hiver / Tempête de neige
4. Flappy n'a pas le moral / L'Électricien
5. Sur la route / De surprise en surprise
6. Libérez grand-père ! / À la poubelle !
7. Une belle journée d'automne / Le Rhume
8. Les Citrouilles d'Halloween
9. La Bouteille de ketchup / Des étoiles dans les yeux
10. Quel flair! / Les Naufragés
11. Des nouilles spéciales / Le Club des petits héros
12. L'Assistant du Père Noël
13. Le Chef-d'œuvre de Twinkle / Les Œufs du petit déjeuner
14. Le Beau Costume de Wayne / Le Toboggan
15. Un nouvel écolier / Fausses Notes
16. Le Pique-nique / Le Cadeau de grand-père
17. L'Institutrice / La Grand-tante Shirley
18. À la campagne / La Turbo luge d'Eubie
19. Le Garde forestier / Le Détective
20. Le Spectacle des monstres gentils / Un ami très poilu
21. Kip fait son cirque / Un heureux évènement
22. Visite d'un grand écrivain / La Clôture
23. Le Champion de bowling / Le Maître-nageur
24. Le Jour des grenouilles / L'Éléphant d'Eubie
25. Les Chapeaux magiques / Qui a mangé les higglyfruitis ?
26. Chaud ou froid ? / La Sucette arc-en-ciel

## DVD
- Les Héros de Higglyville à la rescousse
- Les Héros de Higglyville en balade